# Buur Cowsguduudle
Der Berg Buur Cowsguduudle (auch: Ousgududle) ist ein Gipfel in Somalia. Er ist 1715 m hoch. Der Berg liegt in der Region (gobolka) Awdal und befindet sich im Somali-Hochland nördlich der Grenze zu Äthiopien und östlich von Gorayacowl (Gorayyaul’).